# La Orilla del Agua
La Orilla del Agua är en ort i Mexiko.   Den ligger i kommunen Lagos de Moreno och delstaten Jalisco, i den centrala delen av landet, 400 km nordväst om huvudstaden Mexico City. La Orilla del Agua ligger 1 881 meter över havet och antalet invånare är 858.
Terrängen runt La Orilla del Agua är platt åt sydost, men åt nordväst är den kuperad. Runt La Orilla del Agua är det ganska tätbefolkat, med 56 invånare per kvadratkilometer. Närmaste större samhälle är Lagos de Moreno, 3,4 km sydost om La Orilla del Agua. I omgivningarna runt La Orilla del Agua växer huvudsakligen savannskog.